# Ugo Pasquale Mifsud
Sir Ugo Pasquale Mifsud (1889–1942) – maltański polityk, trzeci premier Malty pod rządami Wielkiej Brytanii i pierwszy, który sprawował pełną kadencję. Pełnił urząd od 1924 do 1927 i od 1932 do 1933. Był członkiem Partii Narodowej i wspólnoty maltańskiego języka włoskiego.

## Biografia
Urodzony 12 września 1889 w Valletcie w rodzinie sędziego Gio Battisty Mifsuda i Filomeny Marianny Muscat, Ugo uczył się w maltańskim Lyceum, a następnie studiował na ówczesnym Royal University of Malta, uzyskując w 1910 dyplom prawnika. W 1928 ożenił się z Marią Beatrice („Blanche”) Francia.
Ugo Pasquale Mifsud, specjalizujący się w prawie międzynarodowym, publikował w wiodących czasopismach międzynarodowych, m.in. takich jak London International Law Notes. Został mianowany członkiem International Law Association, utworzonej w Brukseli, aktywnie uczestnicząc w jej organizowanych co dwa lata międzynarodowych konferencjach. W 1928 Mifsud przewodniczył komisji prawa lotniczego i radiowego na konferencji w Warszawie i reprezentował Maltę na konferencji Commonwealth Parliamentary Association w Kanadzie. W 1934 przewodniczył komitetowi znaków towarowych na konferencji w Budapeszcie.
Kiedy sir Filippo Sciberras zwołał maltańskie zgromadzenie ustawodawcze w celu opracowania liberalnej konstytucji, która miałaby zostać przedłożona brytyjskiemu rządowi kolonialnemu, Mifsud został wybrany sekretarzem posiedzenia. W wyborach powszechnych na Malcie w 1921 na mocy konstytucji Amery-Milnera Mifsud został wybrany do parlamentu z ramienia Unione Politica Maltese (UPM).
W 1924, mając 35 lat, Mifsud zastąpił Francesco Buhagiara na stanowisku premiera, stając się najmłodszym premierem w Imperium Brytyjskim. Po fuzji UPM z PDN Enrico Mizziego, w 1926 Mifsud został współprzewodniczącym nowo utworzonej Partito Nazionalista (PN). W 1927 otrzymał tytuł szlachecki.
W wyborach 1927 i 1932 Mifsud został ponownie wybrany, pełniąc ponownie funkcję premiera od 1932 do 1933, kiedy to władze kolonialne zawiesiły konstytucję z 1921.
Podczas tej kadencji, w 1932 Mifsud udał się z delegacją do Londynu, aby złożyć memorandum do sir Filipa Cunliffe-Listera, sekretarza stanu ds. kolonii, z formalnym wnioskiem o umieszczenie Malty pod opieką ministerstwa ds. dominiów jako niezależnego członka Commonwealthu.
Mifsud pełnił również kilka funkcji ministerialnych w tym samym okresie: ministra rolnictwa i rybołówstwa (1921–22, 1923–24), ministra poczty (1921–22, 1923–24), ministra przemysłu i handlu (1921–24, 1932–33), ministra finansów (1924–26), ministra sprawiedliwości (1926–27, 1932–33).
W 1939 sir Ugo Mifsud został wybrany na członka Rady Rządu. Jako jedyny poseł-narodowiec w parlamencie podczas II wojny światowej stanowczo sprzeciwiał się deportacji i internowaniu w Ugandzie innych maltańskich polityków oskarżonych o działalność antybrytyjską i prowłoską, w tym Enrico Mizziego.
9 lutego 1942, gdy Rada w trybie pilnym debatowała nad zamiarem rządu brytyjskiego deportacji kilku obywateli Malty, Mifsud doznał ataku serca, wygłaszając przemówienie przeciwne intencjom rządu. Zmarł dwa dni później. Został pochowany na cmentarzu w Lii.

## Upamiętnienie
W 21. rocznicę jego śmierci we Florianie wzniesiono ku jego pamięci marmurowy pomnik.

## Zobacz także
- Premierzy Malty